# Eanred

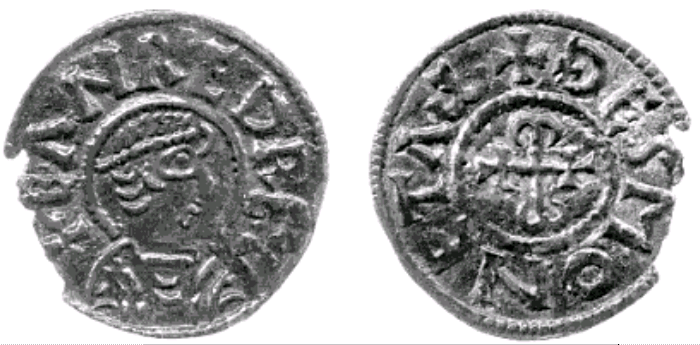
Münze Eanreds

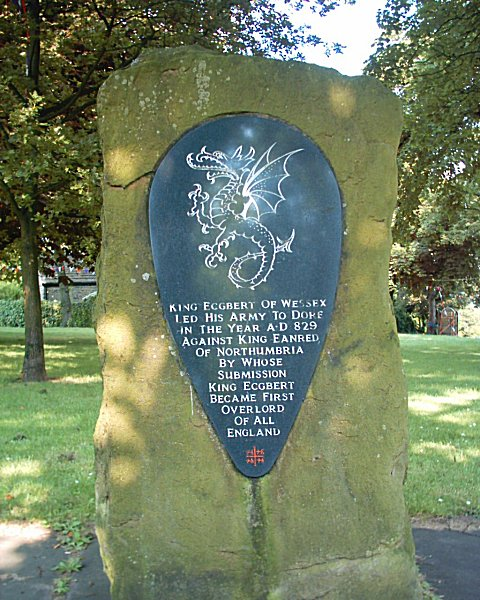
Gedenkstein in Dore: Eanred unterwarf sich 829 Egbert von Wessex

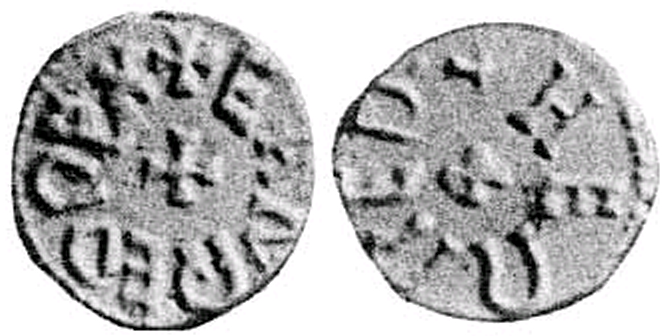
Eanred ließ diesen styca von Hereræd prägen

Eanred war von 808/810 bis 840/841 oder von 830 bis um 854 König des angelsächsischen Königreiches Northumbria.

## Leben

### Familie
Eanred war der Sohn des Königs Eardwulf (796-806? und 808?-810/830) von Northumbria. Seine Mutter war vermutlich dessen erste Frau.  Möglicherweise war er ein Nachfahre von Eadwulf (705–706) aus dem northumbrischen Königshaus. Als Nachkomme ist nur sein Sohn Æthelred II. bekannt.

### Herrschaft
Die Herrscherfolge dieser Zeit ist für Northumbria unsicher und widersprüchlich überliefert. Symeon von Durham, ein Chronist des frühen 12. Jahrhunderts, überlieferte, dass Eanred als König auf Ælfwald II. (806–808) folgte. Andere Historiker, wie z. B. Simon Keynes halten eine zweite Amtszeit Eardwulfs für möglich, während insbesondere Kirby und Rollason davon ausgehen, dass Eardwulf tatsächlich ein zweites Mal als König von Northumbria regierte.
Eardwulf kehrte wohl im Jahr 808 in Begleitung des Diakons Aldulfus und der Äbte Hruotfridus und Nantharius aus dem Exil nach Northumbria zurück und gelangte durch die Intervention der fränkischen Gesandten wieder auf den Thron. König Eardwulfs weiteres Leben ist nicht überliefert, selbst sein Sterbedatum ist unsicher und wird um 810 oder um 830 angesetzt. Nach Roger von Wendover, einem Chronisten des 13. Jahrhunderts, folgte sein Sohn Eanred im Jahr 810 auf den Thron und herrschte bis 840/841. Aufgrund von Münzfunden von Eanred, die aus stilistischen Gründen auf etwa 850 datiert wurde, vertritt Rollason die Auffassung, dass Eardwulf bis um 830 geherrscht habe, wodurch sich auch die Regierungszeiten der späteren Könige verschieben. (siehe den Hauptartikel: Liste der Könige von Northumbria)
Über Eanred ist kaum etwas bekannt. Die älteste Aussage stammt aus der Angelsächsischen Chronik und beschreibt, dass Egbert von Wessex (802–839) im Jahr 829 „eine Armee in Northumbrias Territorium bis Dore (bei Sheffield) führte, wo Egbert ihm Bedingungen zur Unterwerfung vorlegte, und, nachdem er akzeptierte, wieder nach Hause zog.“ Diese Darstellung impliziert, dass die Unterwerfung durch die bloße Machtdemonstration von Egberts Aufmarsch an der Südgrenze Northumbrias ausgelöst wurde. Roger von Wendover berichtete hingegen, dass Egbert Northumbria verwüstet und geplündert hätte, bevor Eanred ihm tributpflichtig wurde. Dadurch dehnte sich, wenn auch nur kurzfristig, Egberts Hegemonie über das ganze angelsächsische Britannien aus. Nach den Unruhen des 8. und 9. Jahrhunderts in Northumbria deutet Eanreds lange Regierungszeit auf einen Herrscher mit hoher Bedeutung und Einigungskraft hin, der zur Lösung der bestehenden Probleme fähig war. Auch die guten Beziehungen zum karolingischen Hof werden ein stabilisierender Faktor gewesen sein.
Unter seinen Vorgängern Eardwulf und Ælfwald war die Münzproduktion fast zum Erliegen gekommen. Eanred ließ in großen Mengen stycas (Silbermünzen mit sehr geringem Feingehalt) prägen, von denen über 600 Stück erhalten blieben. Die Ausweitung des Münzwesens sogar über die Grenzen Northumbrias hinaus weist auf eine stärkere Kontrolle und Steuerung der Wirtschaft durch den König hin. Die Münzen lassen sich in zwei Phasen einteilen: Während die frühen stycas noch einen Feingehalt von 15 bis 40 % hatten, weisen die späteren Exemplare nur noch 5 bis 15 % Silber auf.
Als Eanred um 840/841 oder um 854 starb, wurde sein Sohn Æthelred II. Nachfolger als König.